# 740 Cantabia
Cantabia (asteróide 740) é um asteróide da cintura principal com um diâmetro de 90,9 quilómetros, a 2,6972564 UA. Possui uma excentricidade de 0,1152552 e um período orbital de 1 944,25 dias (5,33 anos).
Cantabia tem uma velocidade orbital média de 17,05849199 km/s e uma inclinação de 10,83643º.
Esse asteróide foi descoberto em 10 de Fevereiro de 1913 por Joel Metcalf.